# Zdenko Kalin
Zdenko Kalin [zdénko kalín], slovenski kipar, * 11. april 1911, Solkan, Nova Gorica, † 11. november 1990, Ljubljana.

## Življenjepis
Rodil se je v Solkanu pri Gorici. Skupaj s starši in številnimi brati so se iz okolice Gorice preselili v Kraljevino Jugoslavijo. Pri izbiri poklica je sledil starejšemu bratu Borisu. Na Akademiji za likovno umetnost v Zagrebu je študiral kiparstvo pri profesorjih Franju Kršiniću in Robertu Frangeš-Mihanoviću. Študij je zaključil leta 1934, ob Doretu Klemenčiču, Zoranu Didku in Zoranu Mušiču. Kot aktiven član Kluba Neodvisni je redno razstavljal z njimi v Sloveniji ter izven nje. Izpolnjeval se je v Franciji in Italiji. Od 1948-78 je poučeval kiparstvo na likovni akademiji (AUU oz. ALU) v Ljubljani, od 1965 kot redni profesor, enkrat je bil tudi njen rektor. Uveljavil se je kot izvrsten avtor spomeniške plastike, portretist in avtor malih bronastih kipov. Prešernovi nagradi je prejel (skupaj s Karlom Putrihom) leta 1959 za plastiko na pročelju poslopja Državnega zbora Republike Slovenije in leta 1982 za življenjsko delo na področju likovnega ustvarjanja, 1975 nagrado Avnoj-a in Jakopičevo nagrado 1986. Tega leta je postal tudi zaslužni profesor ljubljanske univerze. Po smrti brata kiparja in  akademika je 1976 postal dopisni, 1981 pa redni član SAZU.
Je avtor enega najbolj znanih slovenskih kipov, bronastega RTV dečka s piščaljo ali Pastirčka. Bil je priljubljen profesor za kiparstvo na ALU v Ljubljani. Do smrti je ustvarjal v ateljeju v Rožni dolini. Zdenko Kalin je bil mojster portreta, številnih kipov Otroške igre in spomeniške plastike. Njegov kipec žene s klobukom so uporabljali za nagrado za Župančičeve nagrajence. Pokopan je na Žalah v Ljubljani.

## Družina
Zdenko Kalin je bil mlajši brat kiparja Borisa Kalina. Njegova hči je bila Špela Kalin Maechtig (preminila v prometni nesreči 1968).

## Dela
V Ljubljani in izven nje so na javnih površinah postavljena naslednja njegova dela:
- Spomenik Simonu Gregorčiču, 1937; Trg francoske revolucije[4]
- dr. Edo Šlajmer, 1939, doprsni kip, Šlajmerjev park v Ljubljani, ukraden, nadomeščen
- Edvard Kardelj, spomenik pred Univerzo (odstranjen)
- Mati z otrokom, 1940, celopostaven kamnit kip, Trbovlje
- Pastirček ali Deček s piščaljo, 1942; postavitev Tivoli 1946, Kolodvorska ulica 2-4, Grad Brdo pri Kranju 1962
- Ženski akt, 1943/44, pred Moderno galerijo, Ljubljana
- Partizan in Žanjica, 1947, Brdo pri Kranju
- Spomenik padlim na Urhu, 1955; soavtorja Karel Putrih, arhitekt Boris Kobe
- Simbolne figure na portalu, 1959; Parlament, Šubičeva ulica, Ljubljana, soavtor Karel Putrih
- Boris Kidrič, 1960; Prešernova cesta, Ljubljana
- Pionirja, 1962, Tivoli, Ljubljana,
- Otroške igre - fontana, 1965, Žale, Ljubljana
- Steber talcev, 1965, Žale, Ljubljana
- Torzo, Zemono,
- Portreti kolegov, profesorjev ALU, različne zbirke

V Trbovljah:
- Rudarja, celopostavni portalni skulpturi pred občinsko stavbo, 1939
- Kip matere z otrokom pred bolnico (1949).